# Оберрот (Баден-Вюртемберг)
Оберрот (нем. Oberrot) — коммуна в Германии, в земле Баден-Вюртемберг. 
Подчиняется административному округу Штутгарт. Входит в состав района Швебиш-Халль.  Население составляет 3680 человек (на 31 декабря 2010 года). Занимает площадь 37,92 км².